# Experimentum crucis

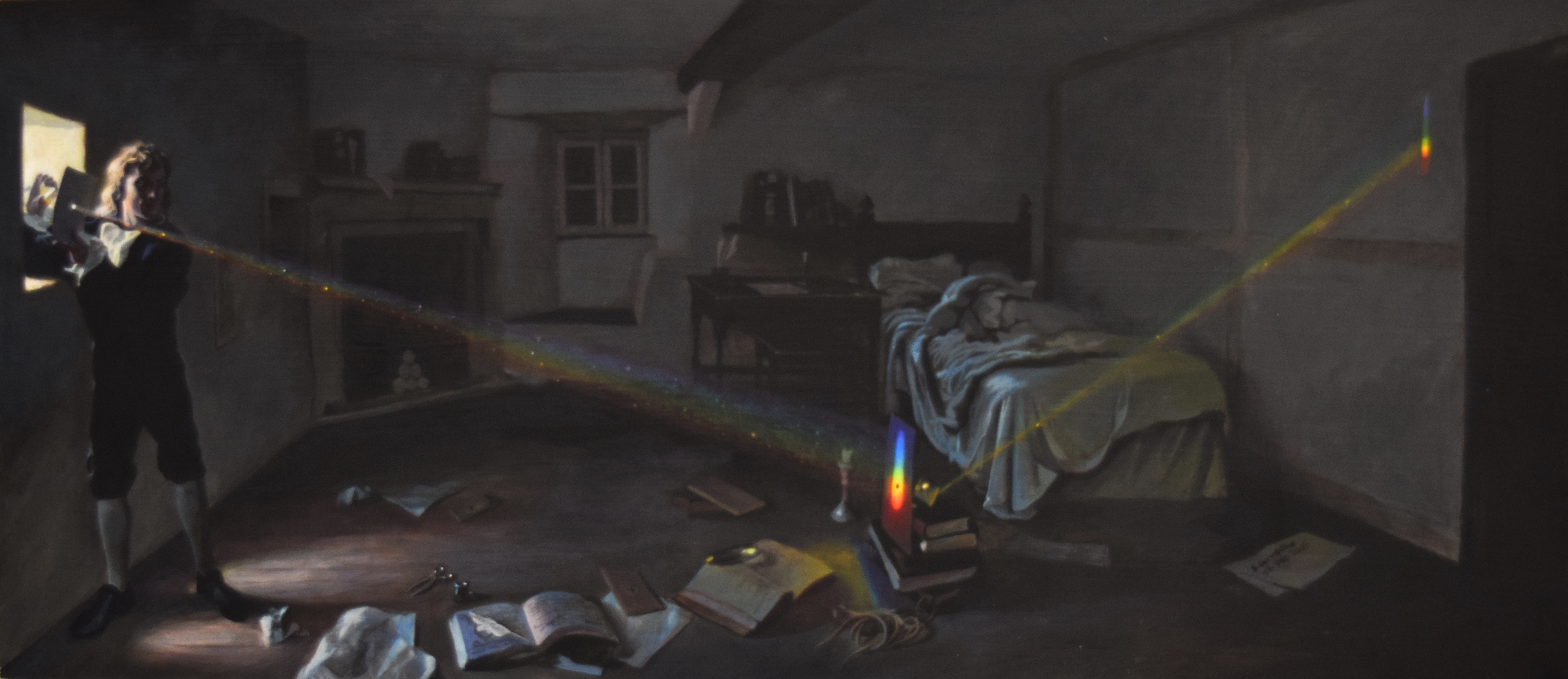
Исаак Ньютон проводит experimentum crucis с призмой в своей спальне в усадьбе Вулсторп

Experimentum crucis (решающий опыт; буквально «проба крестом» как метафора средневекового ритуала обнаружения нечистой силы; иногда также говорят «критический эксперимент») — эксперимент, исход которого однозначно определяет, является ли конкретная теория или гипотеза верной. Этот эксперимент должен дать предсказанный результат, который не может быть выведен из других, общепринятых гипотез и теорий. Термин «экспериментум круцис» введён Френсисом Бэконом. Карл Поппер считал наличие «экспериментум круцис» критерием достоверности научного знания.
Постановка такого эксперимента считается необходимым условием для принятия конкретной гипотезы или теории в состав общепризнанного корпуса научных знаний. В истории науки нередки случаи, когда теория разрабатывается во всей полноте ещё до постановки критического эксперимента. Теория, согласующаяся с уже известными экспериментами, но не выдавшая пока свой критический эксперимент, обычно считается заслуживающей дальнейших исследований — для поиска возможности экспериментальной проверки.
Для двадцатого века знаменитым примером experimentum crucis явилась экспедиция на остров Принсипи у побережья Африки, предпринятая в 1919 году Артуром Эддингтоном для измерения положений звёзд, находящихся рядом с Солнцем во время солнечного затмения. Наблюдения положений звёзд подтвердили существование гравитационного линзирования, предсказанного Альбертом Эйнштейном в опубликованной в 1915 году общей теории относительности. Наблюдения Эддингтона стали первым веским подтверждением теории Эйнштейна.
В некоторых случаях выдвинутая теория может опираться на ранее полученные экспериментальные результаты, если ни одна существующая теория не может дать им объяснения. Примером может послужить способность квантовой гипотезы, предложенной в 1900 году Максом Планком, объяснить наблюдаемый спектр абсолютно чёрного тела — экспериментальный результат, расходящийся с предсказаниями классического закона Рэлея — Джинса. Однако такие случаи не считаются достаточно сильным доказательством для окончательного принятия новой теории. В примере с квантовой механикой для полного её признания потребовалось успешное подтверждение теории новыми оправдавшимися предсказаниями, такими как открытие позитрона или опыты по дифракции электронов.
Ученик Поппера Имре Лакатос доказывал, что понятие experimentum crucis неверно и разногласия теорий не могут быть решены при помощи экспериментов, которые могут только склонить научное сообщество к выбору той или иной научной теории.